# Recobriment entèric
Un recobriment entèric és una barrera polimèrica aplicada als medicaments orals. A vegades l'abreviació EC s'afegeix al costat del nom del medicament per indicar el seu recobriment entèric (per les seves sigles en anglès, enteric coating). Aquesta ajuda protegint el principi actiu de l'àcid de l'estómac. Els recobriments entèrics presenten una superfície que és resistent al pH altament acídic que es troba a l'estómac, però que es descompon ràpidament en un ambient menys àcid (relativament més bàsic). Per exemple, no es dissoldran en els àcids gàstrics de l'estómac (pH ~3), però si es descompondran en l'ambient alcalí (pH 7-9) present en l'intestí. Els materials emprats per als recobriments entèrics inclouen els àcids grassos, ceres, goma laca, plàstics i fibres de plantes.
Els medicaments que tenen un efecte irritant en l'estómac, com l'àcid acetilsalicílic, es poden recobrir amb una substància que només es dissolgui en l'intestí prim. Igualment, certs grups d'inhibidors de la bomba de protons (esomeprazole, omeprazole, pantoprazole i tots els grups azole) són activats per àcids. Per aquest tipus de medicaments, als recobriments entèrics se'ls sol afegir en la formulació alguna tendència per tal d'evitar l'activació en la boca i l'esòfag. Tanmateix, s'ha demostrat que això podria produir una inhibició de les plaquetes.
Recentment, algunes companyies han començat a aplicar recobriments entèrics als suplements d'oli de peix (àcids grassos omega 3). El recobriment impedeix que les càpsules d'oli de peix siguin digerides a l'estómac, el qual és sabut que causa reflux a peix (malaltia per reflux gastroesofàgic).

## Vegeu
- Ftalat